# Melanodolius
Melanodolius is een geslacht van insecten uit de orde vliesvleugeligen (Hymenoptera) en de familie Ichneumonidae.

## Soorten
- M. brevicornis (Kriechbaumer, 1895)
- M. congoensis (Enderlein, 1919)
- M. enderleini (Schulz, 1906)
- M. extrilidus (Tosquinet, 1896)
- M. fulviventris (Tosquinet, 1896)
- M. giganteus (Fahringer, 1936)
- M. maximus (Tosquinet, 1896)
- M. melanarius (Cameron, 1911)
- M. metuendus Saussure, 1892
- M. niger (Enderlein, 1904)
- M. rufipennis (Brulle, 1846)
- M. testaceicornis (Tosquinet, 1896)